# Cochevis à queue courte
Spizocorys fremantlii
Espèce
Statut de conservation UICN

 LC  : Préoccupation mineure
Le Cochevis à queue courte (Spizocorys fremantlii, anciennement Pseudalaemon fremantlii) est une espèce de passereaux de la famille des Alaudidae.

## Répartition
On le trouve en Éthiopie, en Somalie, au Kenya et en Tanzanie.

## Taxinomie
La vaste étude phylogénique d'Alström et al. (2013) amène à une révision complète de la famille des Alaudidae. En conséquence, le Congrès ornithologique international (version 4.2, 2014) déplace cette espèce (anciennement Pseudalaemon fremantlii) dans le genre Spizocorys.

### Liste des espèces
D'après la classification de référence (version 5.2, 2015) du Congrès ornithologique international, cette espèce est constituée des sous-espèces suivantes (ordre phylogénique) :
- Spizocorys fremantlii fremantlii (Lort Phillips, 1897)
- Spizocorys fremantlii megaensis (Benson, 1946)
- Spizocorys fremantlii delamerei (Sharpe, 1900)

### Synonymes
- Calendula fremantlii (Protonyme)
- Galerida fremantlii
- Pseudalaemon fremantlii